# Barbara Josepha Scheuermann
Barbara Josepha Scheuermann (* 11. April 1975 in Bonn) ist eine deutsche Kuratorin und Autorin.

## Leben
Nach dem Abitur in Bonn-Bad Godesberg absolvierte Scheuermann ein Studium der Kunstgeschichte, Deutschen Philologie sowie Mittleren und Neueren Geschichte an der Universität Köln, das sie 2001 mit dem Magisterexamen abschloss. Während des Studiums leistete sie Praktika in verschiedenen Museen ab, u. a. im National Museum of Women in the Arts in Washington, D.C., in der Kunst- und Ausstellungshalle der Bundesrepublik Deutschland in Bonn und in der Kunstsammlung Nordrhein-Westfalen in Düsseldorf. Im Jahr 2005 wurde sie in Köln bei Antje von Graevenitz über das Thema „Erzählstrategien in der Zeitgenössischen Kunst“ promoviert.
Von 2005 bis 2015 arbeitete Scheuermann als freie Autorin für Kunstmagazine wie Kunstzeitung, Informationsdienst Kunst, Intro, Artnet, Art Pulse, Take on Art (Indien), Kunsthart (Belgien) und für die Kulturredaktion des Kölner Stadt-Anzeigers. 2006/07 war sie als wissenschaftliche Volontärin in Düsseldorf an K21 Kunstsammlung Nordrhein-Westfalen tätig.
2007/08 arbeitete sie als Kuratorin für zeitgenössische Kunst (curator for contemporary art) an der Tate Modern in London. Von 2008 bis 2011 lebte sie als freie Kuratorin in Berlin, wo sie u. a. den Projektraum Babusch führte.
Von 2012 bis 2016 war sie Ausstellungskuratorin am Wilhelm-Hack-Museum in Ludwigshafen. Seit 2016 ist die Leiterin der Graphischen Sammlung und Ausstellungskuratorin am Kunstmuseum Bonn. Im Januar 2024 übernahm Barbara Scheuermann die Position der Ausstellungsleitung, ebenfalls am Kunstmuseum Bonn.

## Werke

### Ausstellungen (Auswahl)
- 2000: Ich ist etwas Anderes. Kunst am Ende des 20. Jahrhunderts. Kunstsammlung Nordrhein-Westfalen, Düsseldorf
- 2002: Stories. Erzählstrukturen in der zeitgenössischen Kunst. Haus der Kunst, München
- 2006: Juan Muñoz. Kunstsammlung Nordrhein-Westfalen, Düsseldorf
- 2007: Talking Pictures. Theatralität in zeitgenössischen Film- und Videoarbeiten. Kunstsammlung Nordrhein-Westfalen, Düsseldorf
- 2008: NOA LIDOR, Tate Members Room Commission. Tate Modern, London
- 2008: Recently Seen and Admired – Hamra Abbas, Eli Cortiñas, K8 Hardy, Freya Hattenberger.[4] Galerie Kunstagenten.[5] Berlin
- 2009: Serendipities – Anja Ciupka, Stefan Burger und Susanne Kutter. Velvet Art Projects, Berlin 2009
- 2009: dé/montage – Recent works from Berlin. Susanne Kutter, Alexej Meschtschanow, Regine Müller-Waldeck, Christoph Steinmeyer. Galerie Grusenmeyer, Deurle (Belgien)
- 2010: Where am I? – Anja Ciupka, Stefan Panhans, Sebastian Stumpf, Claudia Wieser.[6] Kalkutta
- 2011: The Secret Life of Abstract Forms – Ayse Erkmen, Markus Karstieß, Anne Neukamp, Bernd Ribbeck, Claudia Wieser. Hopstreet, Brüssel
- 2012: Punkt.Systeme – Vom Pointillismus zum Pixel,[7] Wilhelm-Hack-Museum, Ludwigshafen am Rhein
- 2012: Anne Neukamp.[8] Rudolph-Scharpf-Galerie, Wilhelm-Hack-Museum, Ludwigshafen am Rhein
- 2013: Stef Heidhues, Trespassers only. Rudolph-Scharpf-Galerie, Wilhelm-Hack-Museum, Ludwigshafen am Rhein
- 2013: hackordnung #5: FormFreiheit. Sammlungspräsentation, Wilhelm-Hack-Museum, Ludwigshafen am Rhein
- 2014: Liebe. Wilhelm-Hack-Museum, Ludwigshafen am Rhein
- 2017: Nadia Kaabi-Linke, Sealed Time. Kunstmuseum Bonn
- 2017: Viktoria Binschtok. Kunstmuseum Bonn
- 2018: Heidi Specker, Fotografin. Kunstmuseum Bonn
- 2018: Bonner Kunstpreis 2017: Matthias Wollgast. Kunstmuseum Bonn

### Schriften bis 2009 (Auswahl)
- 2000: Julian Opie – You get what you see. In: Ich ist etwas Anderes. Katalog Kunstsammlung Nordrhein-Westfalen, Düsseldorf 2000, S. 250 f.
- 2000: Christian Boltanski, Inventar der Objekte, die einer Frau aus Ludwigshafen gehört haben(Fotos, gemeinsam mit Marietta Clages), publiziert anlässlich der Ausstellung „Ich ist etwas Anderes“, Düsseldorf 2000.
- 2002: Werkkommentare (mit Stephanie Rosenthal). In: Stories. Erzählstrukturen in der zeitgenössischen Kunst. Katalog Haus der Kunst, München 2002.
- 2005: Urbane Geschlechtermechanik. Artnet-Magazin, Berlin.
- 2005: Women, Children and Dolls. Artnet-Magazin, Berlin.
- 2005: Die Relevanz kryptischer Informationen. Artnet-Magazin, Berlin.
- 2006: Erzählstrategien in der zeitgenössischen Kunst. Narrativität in Werken von William Kentridge und Tracey Emin. Dissertation,[2] Köln 2006.
- 2006: Sinn und Sinnlichkeit. Artnet-Magazin, Berlin.
- 2006: Werkkommentare (mit Valeria Liebermann). In: Juan Muñoz – Rooms of My Mind. Katalog K21 Kunstsammlung Nordrhein-Westfalen, Düsseldorf 2006.
- 2006: Heldentat eines Indianerhäuptlings. Artnet-Magazin, Berlin.
- 2006: Ich Kinski. Artnet-Magazin, Berlin.
- 2007: Talking Pictures. Theatralität in zeitgenössischen Film- und Videoarbeiten. Katalog DuMont.
- 2009: Martin Werthmann. In: Katalog Martin Werthmann. Hochschule der Bildenden Künste, Hamburg 2009.
- 2009: Vom Narrativ(ier)en im Werk von Anja Ciupka oder: Was wäre wenn?. In: Anja Ciupka. Katalog Kunstverein Arnsberg, Arnsberg 2009.
- 2009: Hamra Abbas’ Paper Collages. In: Hamra Abbas. Katalog Green Cardamom London, London 2009.